# Catherine Weinzaepflen
Catherine Weinzaepflen, née à Strasbourg le 1er juillet 1946, est une écrivaine française.

## Biographie
Catherine Weinzaepflen passe son enfance en Alsace et en Centrafrique avant de suivre des études de lettres à l'université de Strasbourg puis de vivre à Paris depuis 1977. Elle effectue de nombreux voyages au Moyen-Orient (Turquie, Afghanistan, Iran, Pakistan) qui, comme l’Afrique, imprègnent ses livres.
Durant les années 1980, elle participe (avec Philippe Muray, MichèleCosta-Magna, Michel Pierre, Francis Lambert) à la rubrique Actualités littéraires du magazine de bande dessinée À Suivre.
Elle crée et codirige, avec Christiane Veschambre, la revue littéraire Land (1981-1984). En 1986, naît sa fille Fanny dont le père est le peintre Michel Potage. De 1990 à 2000, elle séjourne régulièrement à Los Angeles, de 2010 à 2014 à Sydney.
Elle est membre du Comité de lecture des éditions Flammarion (1991-1993), puis membre de la Commission poésie du Centre national du livre (2003-2006). Elle a créé des ateliers d’écriture dans certaines écoles d'art (École supérieure des arts décoratifs de Strasbourg, 1996-2010) ; École spéciale d'architecture de Paris (2004-2019) et continue cette pratique. Elle a régulièrement collaboré  à la revue CCP (Cahier critique de poésie).
Catherine Weinzaepflen a confié ses archives à l'IMEC.

## Œuvre
Poésie
- L'Eau jaune, éditions Traboule, 1976
- Dans le texte, éditions La Main Bleue, 1977
- La Distance intime, éditions Coprah, 1977
- Cracher l'Afrique, Atelier de l'Agneau (Belgique), 1980
- Les Maisons, Spectres familiers, 1989
- Les Mains dans le jaune absent, suivi de York &, Le Scorff, 2000
- Le Temps du tableau, Editions Des femmes-Antoinette Fouque, 2008
- Ode à un kangourou, Editions de l'Attente, 2012
- Ô l'explosion des poppies, Editions de l'Attente, 2013
- avec Ingeborg, Editions Des femmes- Antoinette Fouque 2015

- Le rrawrr des corbeaux, Editions Flammarion, Collection Poésie, 2018
- D'Ailleurs, Editions LansKine  2024

- Il suffit de traverser la mer  in Diacritik, feuilleton en cours (parution hebdomadaire 2025)

Romans
- Isocelles, Des Femmes, 1977
- La Farnésine, jardins, Des Femmes, 1978
- Portrait et un rêve, Flammarion, 1983 (Prix France Culture)
- Am See, Flammarion, 1985 ; L’Atelier des Brisants, 2003 ; Des femmes-Antoinette Fouque, 2007 (dramatique pour France Culture diffusée en 1979 sous le titre de La Parole nomade)
- Totem, Flammarion, 1985 (sélectionné pour le prix Médicis)
- L'Ampleur du monde, Flammarion, 1989
- D'où êtes-vous ?, Flammarion, 1992
- Ismaëla, L’Atelier des Brisants, 2002
- Allée des Géants, L'Atelier des Brisants, 2003
- La Place de mon théâtre, Farrago, 2004 (repris par éditions Verdier)
- Orpiment, Des Femmes–Antoinette Fouque, 2006
- Celle-là, Des femmes-Antoinette Fouque, 2012
- La Vie sauve, Des femmes-Antoinette Fouque 2014
- La Sœur de mon frère, Des femmes-Antoinette Fouque, 2017
- "L'odeur d'un père", Des femmes-Antoinette Fouque 2021
- Ismaëla, Des femmes-Antoinette Fouque  2023

Théâtre
- Danube jaune (commande de la Comédie-Française), mise en scène au Centre Pompidou, 1985

Textes
- « Entre ON et OFF », in Marguerite Duras, éditions Albatros, 1975
- « Fin de repas à China Cafe », in Manger, éditions Yellow Now, 1980
- Divers articles dans les revues Minuit, Traverses, Autrement (Paris mode d'emploi), Première Livraison, Anima, Land, Incendits (Belgique), Recueil, Jungle, Faire-Part, Murs murs, Temporali (Italie), If, Action poétique, etc.

Traductions
- De l'anglais
  - Une Lune pour les déshérités d'Eugene O'Neill, mis en scène par Alain Françon au Festival d'Avignon et au Théâtre national de Chaillot, 1987
  - Le Filon de Tom Raworth, éditions CIPM/Spectres familiers, 1991
  - Poèmes d'Elizabeth Bishop, If n° 22
  - Poèmes de Denise Levertov, Action poétique n° 173
- De l'allemand
  - Le Bonheur sur la colline de Margret Kreidl (traduction collective), éditions Al Dante
  - Poèmes de Rose Ausländer, If n° 27
  - Poèmes de Christine Lavant et Ingeborg Bachmann, Action poétique n° 193 et If n° 32

Cinéma
- Avenue of the Giants (scénario), adaptation du roman Allée des Géants
- Chronique Cinéma & cinémas dans la revue Action poétique (2003–2005)

## Prix littéraires
- 1983 : Prix France Culture pour Portrait et un rêve
- 1985 : Bourse de la Fondation Cino Del Duca
- 2006 : Prix Brantôme pour Orpiment

## Annexe